# Preghiera eucaristica II
La Preghiera Eucaristica II è una delle preghiere eucaristiche attualmente in uso all'interno della messa.

## Origini ed utilizzo
Il testo attuale della preghiera eucaristica II proviene dal testo del III secolo contenuto all'interno della Tradizione Apostolica, breve scritto di Ippolito di Roma, ed è stato inserito all'interno del Messale Romano nel 1970. Il liturgista Louis Bouyer, membro delle commissioni liturgiche, ricorda nelle sue memorie che il lavoro di composizione del testo della preghiera fu molto frettoloso e necessitò di correzioni all'ultimo minuto. Attualmente, poiché è la più corta ed ha un suo Prefazio (che tuttavia può essere sostituito ed adattato in base al grado delle celebrazioni), questa preghiera eucaristica viene utilizzata principalmente nelle ferie, mentre per le domeniche, le feste e le solennità solitamente si preferisce utilizzare la Preghiera Eucaristica III, che si avvicina di più al Canone Romano.

## Testo
Prefazio
C.: Il Signore sia con voi.
A.: E con il tuo spirito.
C.: In alto i nostri cuori.
A.: Sono rivolti al Signore.
C.: Rendiamo grazie al Signore nostro Dio.
A.: È cosa buona e giusta.
È veramente cosa buona e giusta, nostro dovere e fonte di salvezza, 
rendere grazie sempre e in ogni luogo a te, Padre santo, 
per Gesù Cristo, tuo amatissimo Figlio.
Egli è la tua Parola vivente, per mezzo di lui hai creato tutte le cose, 
e lo hai mandato a noi salvatore e redentore, fatto uomo per opera dello Spirito Santo 
e nato dalla Vergine Maria. Per compiere la tua volontà e acquistarti un popolo santo,
egli nell'ora della passione stese le braccia sulla croce, morendo distrusse la morte 
e proclamò la risurrezione.
Per questo mistero di salvezza, uniti agli angeli e ai santi, cantiamo a una sola voce la tua gloria: 
Santo
Santo, Santo, Santo il Signore Dio dell'universo.
I cieli e la terra sono pieni della tua gloria. 
Osanna nell'alto dei cieli. 
Benedetto colui che viene nel nome del Signore. 
Osanna nell'alto dei cieli.
Epíclesi sui doni
Veramente santo sei tu, o Padre, fonte di ogni santità.
Ti preghiamo: santifica questi doni con la rugiada del tuo Spirito,
perché diventino per noi il corpo e † il sangue del Signore nostro Gesù Cristo.
Racconto dell'Istituzione
Egli, consegnandosi volontariamente alla passione, prese il pane, rese grazie,
lo spezzò, lo diede ai suoi discepoli, e disse:
"Prendete e mangiatene tutti, questo è il mio Corpo
offerto in sacrificio per voi."
Allo stesso modo, dopo aver cenato, 
prese il calice, di nuovo ti rese grazie, lo diede ai suoi discepoli, e disse: 
"Prendete e bevetene tutti, questo è il calice del mio Sangue
per la nuova ed eterna alleanza versato per voi e per tutti
in remissione dei peccati. Fate questo in memoria di me."
Mistero della fede.
Acclamazione
Annunciamo la tua morte, Signore, proclamiamo la tua risurrezione,
nell'attesa della tua venuta.
Memoriale
Celebrando il memoriale della morte e risurrezione del tuo Figlio,
ti offriamo, Padre, il pane della vita e il calice della salvezza,
e ti rendiamo grazie perché ci hai resi degni di stare alla tua presenza
a compiere il servizio sacerdotale.
Epíclesi sui fedeli
Ti preghiamo umilmente: per la comunione al corpo e al sangue di Cristo
lo Spirito Santo ci riunisca in un solo corpo.
Intercessioni
Ricordati, Padre, della tua Chiesa diffusa su tutta la terra:
rendila perfetta nell'amore in unione con il nostro Papa N.,
il nostro Vescovo N., i presbiteri e i diaconi.
Ricordati anche dei nostri fratelli e sorelle, che si sono addormentati
nella speranza della risurrezione e, nella tua misericordia, di tutti i defunti:
ammettili alla luce del tuo volto.
Di noi tutti abbi misericordia: donaci di aver parte alla vita eterna,
insieme con la beata Maria, Vergine e Madre di Dio, san Giuseppe suo sposo,
gli apostoli, [san N. (santo del giorno o patrono)] e tutti i santi, che in ogni tempo ti furono graditi:
e in Gesù Cristo tuo Figlio canteremo la tua lode e la tua gloria.
Dossologia
Per Cristo, con Cristo e in Cristo, a te, Dio, Padre onnipotente,
nell'unità dello Spirito Santo, ogni onore e gloria, per tutti i secoli dei secoli.
Amen.